# 吹上浜海浜公園

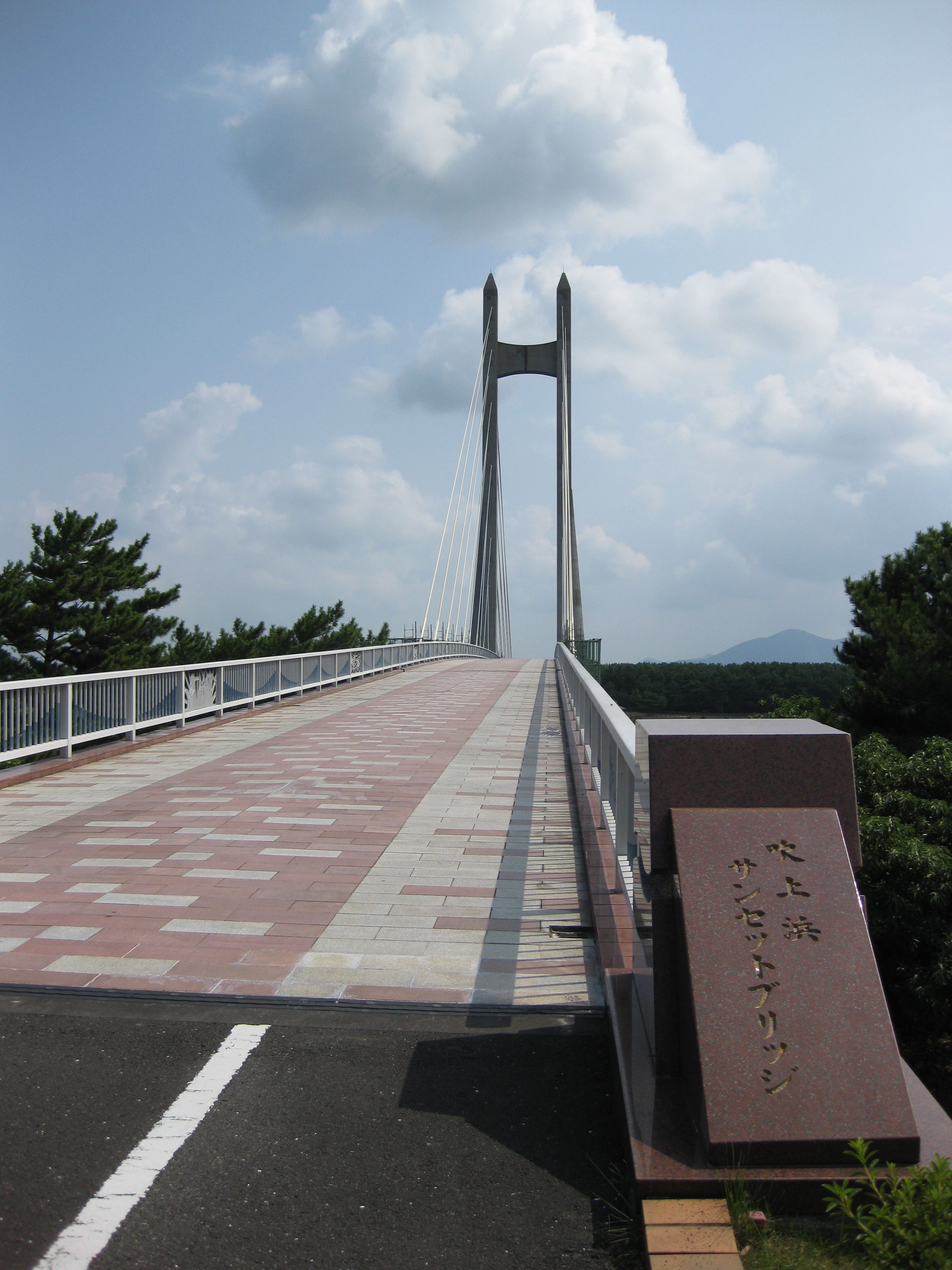
吹上浜サンセットブリッジ

吹上浜海浜公園（ふきあげはまかいひんこうえん）は、鹿児島県南さつま市加世田高橋にある鹿児島県立の都市公園（広域公園）である。
指定管理者制度に基づき鹿児島県地域振興公社が管理・運営している海浜公園である。吹上浜の南部に位置し、近辺の加世田ドームで吹上浜砂の祭典が行われる。

## 概要
万之瀬川河口の南側にスポーツ公園、お祭り広場、プール、キャンプ場などがあり、河口の北側（旧金峰町側）には野鳥観察施設、フィールドアスレチック場、南薩少年自然の家などがある。南北の地区は吹上浜サンセットブリッジで結ばれている。この橋は全長405メートル、幅6メートルの歩行者・自転車専用斜張橋であり、1993年（平成5年）7月に完成した。
レンタサイクルのサービスがあり、公園内のサイクリングロード内に限り使用することができる。また、公園内のサイクリングロードのうち吹上砂丘入口から吹上浜サンセットブリッジを経て、県立南薩少年自然の家までの区間は、南さつま市加世田高橋から日置市日吉町日置までを結ぶ自転車道である「県道加世田日吉自転車道線」（吹上浜砂丘自転車道）となっており県道の路線の一部となっている。

## 沿革
- 1986年（昭和61年）2月17日 - 都市計画決定。
- 1986年（昭和61年）2月25日 - 事業認可。着手。
- 1990年（平成2年）4月17日 - 一部完成。
- 1993年（平成5年） - サンセットブリッジが竣工[3]。
- 2007年（平成19年）4月1日 - 公園内に南さつま市人工芝サッカー場（桷志田(かくいだ)サッカー競技場）2面がオープン[4]

## 施設

### 無料施設
- 管理棟
- 売店
- 駐車場（約1600台収容）
- お祭り広場
- 児童広場
- 運動広場
- サンセットブリッジ
- 野鳥観察の家
- ジャブジャブ池
- 音楽の池（野外ステージ）
- アスレチック冒険の広場
- 迷宮の広場
- 金峰多目的広場
- 自然観察園
- 展望台休憩所（カモメの館）
- 吹上浜砂丘自転車道

### 有料施設
- キャンプ場
- プール（夏季のみ）
- レンタサイクル
- ローラースケート場
- サッカー場（天然芝）3面
- 桷志田サッカー場（人工芝）2面
- 実習室（緑の学習園）- 夢農園を提供

## 交通アクセス
- 南さつま市役所から約5km。鹿児島交通加世田-野間池路線バスの海浜公園前バス停下車。

## 周辺
- 加世田ドーム
- 万世平和記念館
- 鹿児島県立南薩少年自然の家